# Camilla Collett
Jacobine Camilla Collett, född Wergeland 23 januari 1813 i Kristiansand, död 6 mars 1895 i Kristiania, var en norsk författare och kvinnosakskämpe. Hon var dotter till kyrkoherden och politikern Nicolai Wergeland, syster till diktaren Henrik Wergeland och generalmajor Oscar Wergeland, och mor till historikern Alf Collett och zoologen Robert Collett.

## Biografi
I sin ungdom förälskade sig Camilla Collett i faderns och broderns litterära motståndare Johan Sebastian Welhaven. Genom den fiendskap som utvecklades mellan brodern och hennes älskade kom hon att isoleras i hemmet, och Welhaven lämnade henne efter brytningen med brodern, något som tog Camilla Collett hårt. År 1841 gifte hon sig med professor Peter Jonas Collett, som fick stor betydelse för hennes själsliga återhämtning och stor betydelse för hennes intresse för litteraturen. När han dog 1851 blev hon ensam försörjare av sina fyra barn. Hon tvingades sälja huset, låta släktingar ta hand om de tre äldsta barnen. Sina sista år flackade hon omkring mellan Europas storstäder utan en permanent bostad.
Romanen Amtmandens døtre planerades tillsammans med maken, men fullbordades först efter hans död och utkom 1854–1855 (svensk översättning 1863). Amtmandens døtre var den första psykologiska romanen i Norge och fick stor betydelse för den följande problemdiktningen. Collett var influerad av feministen George Sand. Efter denna genombrottsroman utgav Collett flera samlingar med växlande innehåll; essäsamlingarna Fortællinger (1861, svensk översättning 1865), I de lange nætter (1863, svensk översättning 1866), samt Sidste blade (fem delar, 1868–1873), varav de sista två delarna blev inledning på det arbete för kvinnosaken, som härefter dominerade hennes författarskap.
Bland hennes senare verk märks Fra de stummes leir (1877) och Mod strømmen (1879–1885). 
Camilla Colletts samlade arbeten utgavs i tio band 1892–1893. Postumt har material som Collett skrivit samlats ihop och utgivits, exempelvis korrespondens av litterärt intresse.
John Paulsen umgicks med Collett, bland annat under en gemensam Italienresa, och skrev uppmärksammade biografiska skildringar av hennes liv.

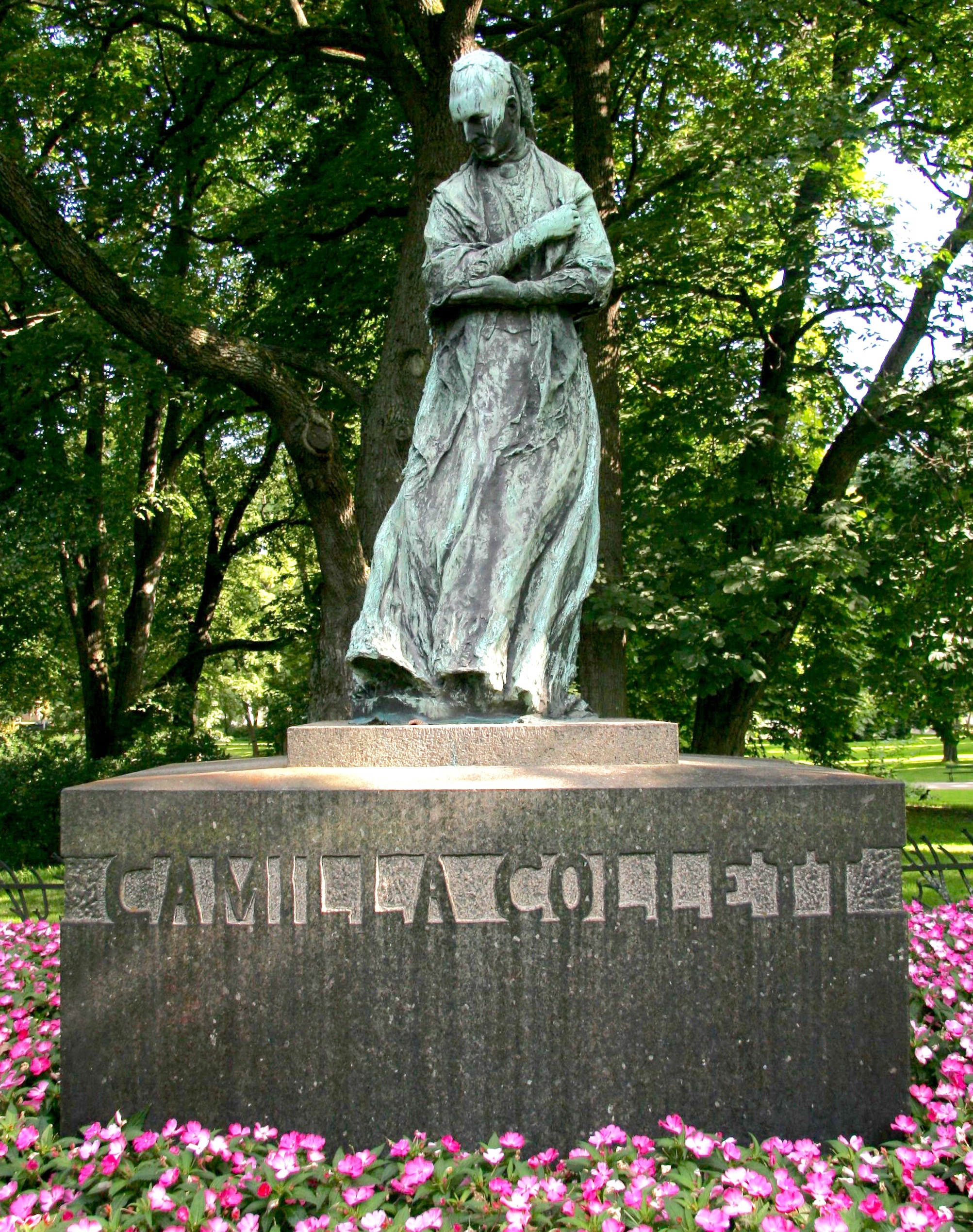
Staty av Camilla Collett i slottsparken på Kungliga slottet i Oslo.